# Howie Hawkins
Howard Gresham Hawkins (* 8. prosince 1952, San Francisco) je americký odborář, dělník, politik a ekologický aktivista žijící a pracující v New Yorku. Je spoluzakladatelem americké Strany zelených a jejich kandidátem v prezidentských volbách 2020. Jeho kampaň je založena na eko-socialistické verzi Green New Deal.

## Životopis

### Mládí a počátky aktivismu
Howard Hawkins se narodil v San Franciscu v Kalifornii a vyrůstal v San Mateu. Vyrůstal tak v sousedství poblíž Bayshore Freeway, kde se setkával s velkým množstvím přistěhovalců z jižní části Spojených států. Tím také vysvětluje svůj jižanský akcent. Hawkins se stal politicky aktivním ve svých 12 letech, kdy viděl, jak na sjezdu demokratů roku 1964 byla odmítnuta multikulturní odnož Demokratické strany nazvaná Mississippi Freedom Democratic Party.
V červnu 1972 ve věku 19 let byl navzdory svému protiválečnému aktivismu povolán do americké armády a narukoval k mariňákům. Tvrdí však, že po absolvování výcviku mu nebylo nařízeno vrátit se do aktivní služby. Ve stejném roce také vedl kampaň za Bernieho Sanderse během jeho kandidatury do Senátu. V roce 1973 vstoupil do Socialistické strany USA. Roku 1976 byl jedním ze spoluzakladatelů Clamshell Alliance, protijaderné organizace zaměřené na zastavení používání jádra v Nové Anglii.
Navštěvoval Dartmouth College, avšak nikdy nezískal titul.

### Strana Zelených
V 80. letech 20. století jej oslovila zelená politika. V roce 1988 spolu s Murray Bookchinem založili levou zelenou síť „jako radikální alternativu k americkým zeleným liberálům“, založenou na principech sociální ekologie a liberálního komunismu. Na počátku 90. let se ve Washingtonu D.C. konala tisková konference, na které se představili Charles Betz, Joni Whitmore, Hilda Mason a Howie Hawkins, aby oznámili vznik strany Zelení USA (Green Party USA).

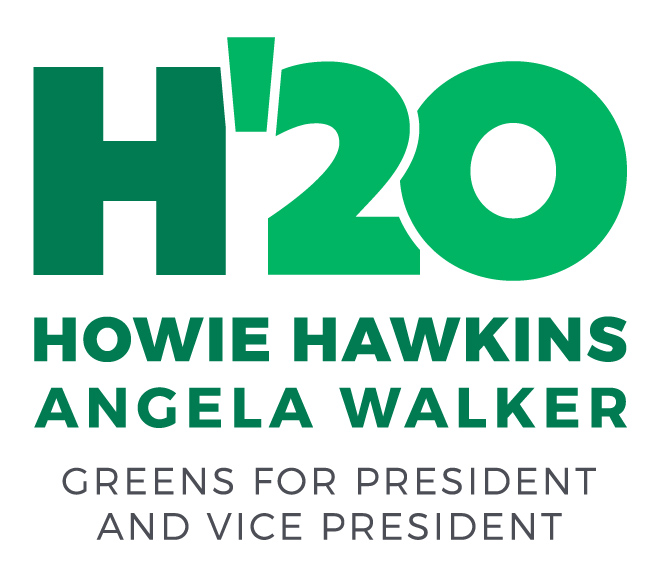
Logo Hawkinsovy a Walker prezidentské kandidatury v roce 2020

V prosinci 1999 Mike Feinstein a Hawkins představili plán, ve kterém chtěli spojit ASGP (Asociaci státních zelených stran) a GPUSA (Zelení USA). To se jim povedlo v dubnu 2001, kdy vznikla Strana Zelených USA.
Za stranu Zelených kandidoval v několika senátních i prezidentských volbách. Také kandidoval na starostu New Yorku.

## Kandidatura na prezidenta USA
3. března 2019 oznámil Hawkins, že připravuje výbor pro přípravu své prezidentské kandidatury za Stranu Zelených. Svou kampaň zahájil v Brooklynu 28. května 2019. V říjnu téhož roku získal podporu od Socialistické strany USA.
11. června 2020 byl zvolen oficiálním kandidátem Strany zelených do prezidentských voleb 2020 spolu s Angelou Walker, potenciální viceprezidentkou. Jeho program zahrnoval Green New Deal, zdravotnictví pro všechny, federální záruku pracovních míst, minimální mzdu 20 $ a zaručený minimální příjem.